# We are Legend
We Are Legend ist eine Power-Metal-Band, mit Mitgliedern aus dem Raum Baden-Württemberg.

## Geschichte
Gegründet wurde die Band von Dirk Baur (ex Coronatus), Siggi Maier (ex Stormwitch, ex Abraxas) und Heiko Burst (ex Abraxas) im Jahr 2011. Schon kurz darauf stieß Selin Schönbeck zur Band, der auch den Bassisten Dominik Burgdörfer mitbrachte und so das Quintett komplettierte.
Die Band begann sofort mit dem Schreiben eigener Songs und brachte diese im Jahr 2012 als Demo-EP heraus. Die EP wurde von den einschlägigen Magazinen und Fanzinen, sowohl im Print als auch Online, mit sehr viel Lob überschüttet. So schrieb das Heavy Magazin „...manch Band mit Deal würde sich wünschen, so überzeugendes Songmaterial in der Hinterhand zu haben...“, die Rock Garage „Uff! Nach so einer beeindruckenden Performance muss ich mich erstmal setzen, hat es mich doch komplett vom Sessel gehauen.“ und Crossfire Metal „...wohl die beste Metal-Demo des Jahres...“.
Bereits die erste Songs zeigten zahlreiche progressive Elemente und wurden durch den Einsatz von einem Piano ergänzt.
Im Jahr 2012 nahm die Band am Deutschen Rock & Pop Preis des Deutschen Rock & Pop Musikerverbandes teil und erreichte viermal die Bestplatzierung (Beste Metal-Band, Bester Metal-Sänger, Bester Metal-Song, Bester Hard Rock Song).
Aufbauend auf der guten Resonanz begann die Band, an ihrem Debütalbum zu arbeiten. Schnell wurden Labels darauf aufmerksam und man unterschrieb 2013 einen Vertrag bei Pure Legend Records, einem Unterlabel von Pure Steel Records. Für das Album wurden zahlreiche Gastsänger und -sängerinnen engagiert, darunter auch Ada Flechtner und Mareike Makosch (ex Coronatus) und Iris Boanta (ex Souldrinker). Die Aufnahmen zum Album fanden in verschiedenen Studios statt, der Mix und das Mastering erfolgte im Basement Studio durch Markus Teske. Im November 2013 erfolgte die Veröffentlichung von Rise of the Legend. Auch das Album wurde von den Medien überwiegend positiv aufgenommen und erzielte mehrfach die Höchstnote in den Bewertungen.
2020 gab die Band bekannt, dass am Nachfolger-Album gearbeitet wird, welches 2021 erscheinen soll. Hierfür unterschrieb die Band einen Vertrag bei Metalapolis Records, das Erscheinungsdatum des neuen Albums Fallen Angel war der 29. Juli 2022.

## Stil
Die Band selbst bezeichnet ihren Stil als „Progressive Power Metal“ mit neoklassischen Einflüssen.

## Diskografie
- 2012: We Are Legend (Demo, Selbstverlag)
- 2013: Rise of the Legend (Album, Pure Legend Records)
- 2022: Fallen Angel (Album, Metalapolis Records)